# Трансмексички вулкански појас
Трансмексички вулкански појас (шп. Eje neovolcánico), познат и као Сијера Невада (шп. Sierra Nevada) је вулкански појас који се протеже кроз централни и јужни Мексико од запада ка истоку у дужини од око 900 км. Већина вулкана у овој зони су активни или успавани. Ова вулканска зона протеже се од пацифичког архипелага Ревиљахихедо на западу до обала Мексичког залива на истоку и обухвата подручје Халиска, Мичоакана, јужног Гванахуата и јужног Керетара, затим савезну државу Мексико, јужни Идалго, савезни дистрикт, северни Морелос, Пуеблу и Тласкалу, све до централног Веракруза.
Вулкански појас је ограничен Мексичком висоравни, Западном и Источном Сијера Мадре. На југу долина реке Балсас раздваја овај појас од планинског ланца Јужне Сијера Мадре.
Име Сијера Невада или у буквалном преводу Снежне планине долази због чињенице да су највиши вулкански врхови у овом подручју током целе године прекривени снегом и ледом.
Највиша тачка у овом систему је вулканска купа Пико де Оризаба која лежи на надморској висини од 5.636 м и то је уједно највиши врх Мексика. Од виших вулканских купа издвајају се Невадо де Колима (4.340 м), Парикутин (2.800 м), Невадо де Толука (4.600 м), Попокатепетл (5.426 м), Ицаксиватл (5.286 м), Малинче (4.461 м), Кофре де Пероте (4.282 м) и Сијера Негра (4.640 м). На архипелагу Ревиљахихедо значајнији вулкани су Барсена на острву Сан Бенедикто и Еверман на острву Сокоро.
У вегетацијском смислу ово је подручје континуираних борово-храстових шума.
Цела област је густо насељена, а у самом срцу трансвулканског појаса налази се и главни град Мексико Сити у чијој агломерацији живи преко 20.000.000 људи.